# Thierry Besançon
Thierry Besançon, né le 25 janvier 1979 à Morges, est un musicien, compositeur et chef d'orchestre vaudois.

## Biographie
C'est avec son père, le trompettiste et compositeur lausannois André Besançon, que Thierry Besançon commence l'étude de la trompette. Cependant, à l'âge de huit ans, Thierry Besançon abandonne la trompette afin d'entreprendre des études de piano et de percussion au Conservatoire de Lausanne. En 1994, le jeune musicien remporte le titre de "Champion toutes catégories" à la 2e finale des solistes vaudois. Il réussit brillamment ses études et obtient le certificat de piano avec la mention "excellent" à l'âge de dix-sept ans. Lorsqu'il intègre le poste de percussionniste supplémentaire à l'Orchestre de la Suisse romande (OSR) ainsi qu'aux Orchestres de chambre de Lausanne (OCL) et Genève (OCG), Thierry Besançon n'a que dix-huit ans. En 1999, il est diplômé pour l'enseignement du piano et de la percussion. Il remporte le titre de « Champion suisse de vibraphone » à Altishofen et réalise une remarquable performance de soliste lors du concert de l'Orchestre symphonique des conservatoires neuchâtelois, avec le Concerto pour batterie de Darius Milhaud. Par la suite, Thierry Besançon obtient une virtuosité avec félicitations en percussion, un diplôme de branches théoriques ainsi qu'un diplôme de direction d'orchestre avec mention au Conservatoire de Lausanne. Il a alors vingt-cinq ans.
Dès lors, la carrière de Thierry Besançon se développe autour de trois axes : la composition de musique de concert, la composition de musique de film et finalement l'engagement dans les orchestres, tant comme chef que comme musicien. Il se passionne pour la composition dès l'âge de seize ans. Il signe un premier conte musical pour grand orchestre et récitant, Mirabelle. Thierry Besançon collabore à de nombreuses reprises avec son ami Örs Kisfaludy, librettiste et récitant hongrois. Parmi les différentes œuvres que Thierry Besançon a composées, il convient de retenir l'oratorio profane Le Prince des Ténèbres, le conte musical Le coq, la mouche et l'autour, l'opéra pour le 200e anniversaire de la Landwehr de Fribourg Landwehrland, l'Anterequiem en hommage à Mozart Et Natus Es ainsi que Missa Ludus créée pour célébrer le 15e anniversaire du stage Musique-Montagne. Thierry Besançon voue une grande admiration aux compositeurs hollywoodiens tels que John Corigliano, Elliot Goldenthal et Danny Elfman qui seront pour lui une source d'inspiration. Thierry Besançon compose donc aussi pour le cinéma et signe notamment les bandes originales de trois films d'Hugo Veludo, Loups, Coupé Court et In Memoriam. Parallèlement à son activité de composition, l'artiste vaudois est aussi pianiste dans l'orchestre de salon Les Délices de Suzy et percussionniste supplémentaire à l’OCG ainsi qu'à l'OCL. En tant que pianiste et passionné par l'art vocal de la colorature, Thierry Besançon se produit régulièrement en récital avec Sophie Graf. De plus, il est invité à diriger plusieurs formations, tels que l'Ensemble symphonique de Neuchâtel, l’Orchestre symphonique Bande-son, l'Ensemble de cuivres Prima-Volta ainsi que le Sinfonietta de Lausanne. Durant dix ans, il tient le poste de sous-directeur du Centre de percussions de La Côte, pour lequel il réalise de nombreux arrangements.
Thierry Besançon s'établit ensuite à Oppens, un petit village du Gros-de-Vaud. En plus de sa place de percussionniste à l'OCG et à l'OCL, il enseigne la percussion à l'École de musique de Lausanne. Il s'est passionné pour un autre instrument qu'il étudiera au conservatoire de Lausanne, il s'agit du Theremin. Créé en 1919, on le considère comme un des premiers instruments électroniques. Ce sont les gestes produits dans le vide par le musicien qui émettent les sons. La composition reste pour Thierry Besançon une passion, puisqu'en 2008 il écrit la bande originale du film Playmobils réalisé par William Christen, puis, en 2011, celle du film Le lac noir réalisé par Victor Jaquier. Cette même année, Thierry Besançon signe Post Tenebras… Lux, une cantate pour quatre solistes chanteurs et harmonie.

## Sources
- « Thierry Besançon », sur la base de données des personnalités vaudoises sur la plateforme « Patrinum » de la Bibliothèque cantonale et universitaire de Lausanne.
- Le Temps, 2011/07/16
- sites et références mentionnés